# かしこい狗は、吠えずに笑う
『かしこい狗は、吠えずに笑う』（かしこいいぬは、ほえずにわらう）は、2013年に公開された日本映画。
テレビドラマ『アザミ嬢のララバイ』の脚本を手がけていた渡部亮平が、自作脚本を自主制作で初監督して撮り上げた。
テレビ朝日『Vドリーム』全国グランプリで獲得した賞金となけなしの貯金を製作資金にあて、スタッフはmixiとTwitterで募集したとのこと。
主人公である2人の女子高生役にはシンガーソングライターのmimpi*β（主題歌も担当）とモデル出身でテレビドラマ『たべるダケ』の岡村いずみが起用され、ヨーロッパ企画の石田剛太が脇を固めた。
“SHADY”というタイトルで海外でも上映され、2014年3月24日には日本に先駆けてイギリスでDVDがリリースされた。
ぴあフィルムフェスティバル「エンタテインメント賞（ホリプロ賞）」＆「映画ファン賞（ぴあ映画生活賞）」受賞。福岡インディペンデント映画祭2012「120分部門グランプリ」&「FIDFF2012最優秀賞」受賞。
第22回映画祭TAMA CINEMA FORUM　コンペティション部門 、第13回TAMA NEW WAVE 「グランプリ」&「最優秀女優賞」受賞。第23回日本映画プロフェッショナル大賞「新人監督賞」受賞。

## 惹句
友達、どこまで許せますか?

## 解説
ブルドッグのようなイカつい容姿ゆえに蔑まれていた熊田美沙と、チワワのような可愛過ぎる容姿ゆえに妬まれていた清瀬イズミ。共に孤独な2人の女子高生がまるで共鳴するように親密になる。その素朴で幸せな関係が続くかと思われたが、ある事件を機に震撼と悲劇が展開する。

## スタッフ
- 監督･脚本･製作･編集：渡部亮平
- 撮影･照明：辻克喜
- 録音：島野あずみ、牧野実歩
- 美術：早川奈緒美、平松史子
- 衣裳：三部葵、木村咲也香、宮浦千弥
- 音楽：近谷直之
- 主題歌「カメレオン」：mimpi*β
- サウンドデザイン･整音：松原安穂
- 撮影･照明助手：茅野雅央、山崎美生
- 制作進行：神谷峻輔、木村咲也香、天野辰平
- 助監督：小野田祐紀、渡邊翔太、前田智大

## キャスト
熊田美沙 (17)
演 - mimpi*β
東温女子高校2年生
清瀬イズミ (17)
演 - 岡村いずみ
東温女子高校2年生
黒川マリナ (17)
演 - もりこ
東温女子高校2年生
西尾アヤ (17)
演 - 瀬古あゆみ
東温女子高校2年生
栗田保 (25)
演 - 石田剛太
数学非常勤講師
二宮裕慈 (48)
演 - ほりかわひろき
担任・生物教師
篠崎純一 (43)
演 - 真田雅隆
石神本町交番勤務警察官
酒井良 (31)
演 - 中澤功
石神本町交番勤務警察官
熊田まつ子 (48)
演 - 坂本なぎ
美沙の母親
熊田実 (50)
演 - 筧十蔵
美沙の父親
三浦浩 (43)
演 - 佐藤幾優
弁護士
谷洋子 (26)
演 - 仁後亜由美
司法修習生
英語教師
演 - 蟹本洋子

裁判官
演 - 松尾唯弘、渡部博幸、百頭たけし

裁判員
演 - 大長陽二朗、嶋尾明奈、小脇祐介、村松真季、吉原麗

書記官
演 - 矢澤小苗、江田知子

傍聴人
演 - 小島竜太、丹下詩織、宮川なつき、樫尾美奈子、植木希実子

雑誌表紙
演 - 阿部羽根理

小学生
演 - 高橋叶羽、高橋慧吏、萩原ももえ